# 레버 액션

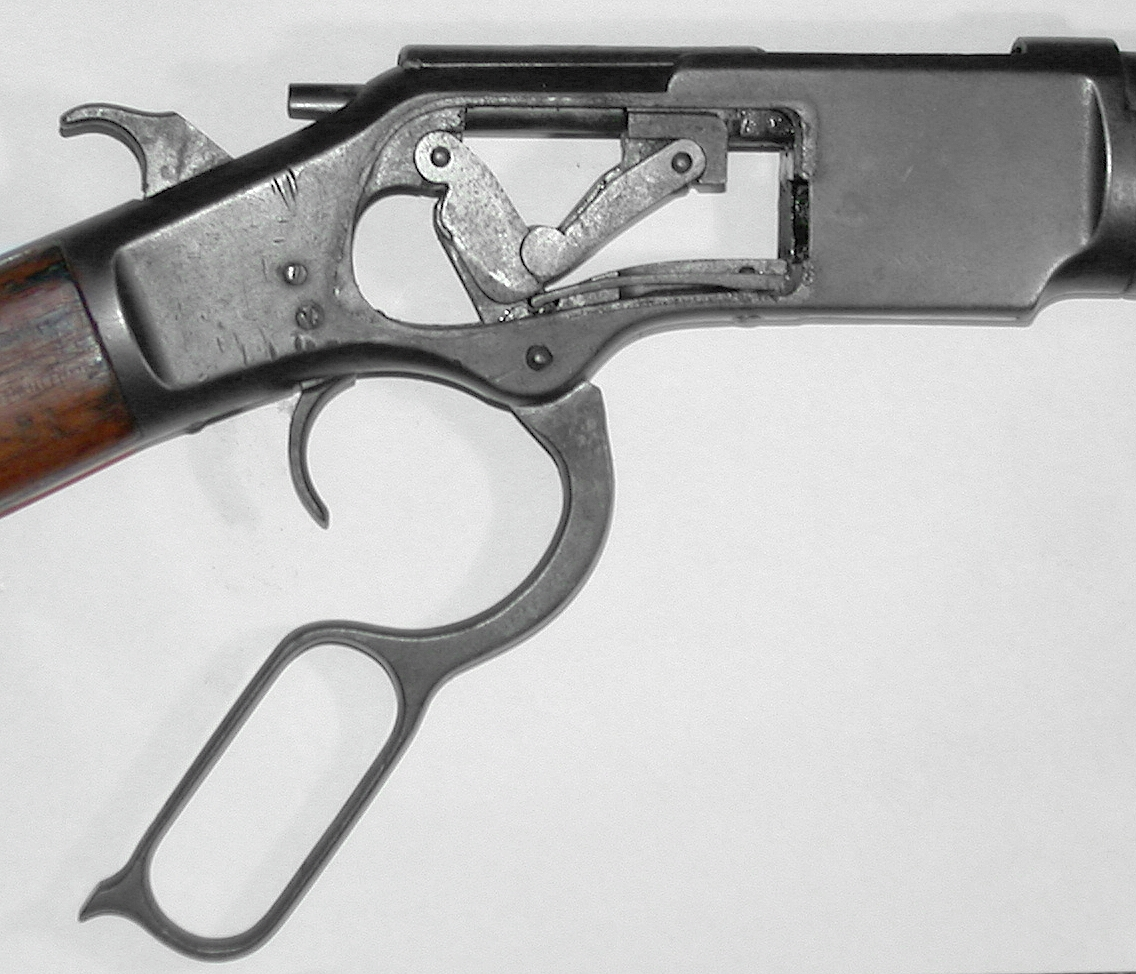
윈체스터 모델 1873 소총의 토글 링크 액션

레버 액션은 펌프액션과 같이 사용되는 총의 장전종류이다. 핸드가드 뒤쪽에 있는 로딩스프링에 총알을 넣고, 레버를 이용해 장전을 하여 탄환을 장전하고 쏘는 것이다. 대표적인 총으로 윈체스터 M1887 산탄총이 있다.

## 단점
레버 액션 타입의 총기는 누워서 총을 장전할 때  레버가 땅에 닿아서 불편하다.

## 같이 보기
- 볼트액션
- 펌프액션